# MIT Technology Review
MIT Technology Review est un magazine américain publié par Technology Review, Inc, une société de médias appartenant au Massachusetts Institute of Technology (MIT). 

## Historique
Il est créé en 1899 sous le nom de Technology Review et publié par l'association des anciens étudiants du MIT. C'est alors une revue assez intellectuelle et d'une diffusion restreinte. En avril 1998, avec R. Bruce Journey comme rédacteur en chef, son contenu et son style éditorial sont profondément modifiés, se focalisant sur les nouvelles technologies et la façon de les commercialiser. De son public originel d'anciens du MIT, le magazine élargit sa cible vers les cadres dirigeants, les chercheurs, les financiers et décideurs publics ou privés. Le 30 août 2005, Bruce Journey est remplacé par l'actuel rédacteur en chef Jason Pontin (en). Le magazine passe alors d'une diffusion mensuelle a une diffusion bimensuelle tout en renforçant son site Internet. Le magazine papier se recentre sur des articles de fond, d'investigation, offrant une forte pagination de photos et d'images, le site Internet lui se spécialisant dans l'actualité et dans les analyses à chaud. Le magazine papier et le site Internet traitent alors les technologies émergentes mais abandonnent les aspects commerciaux et de financement de celles-ci, se rapprochant ainsi de la version du magazine originel.

## Listes annuelles
Chaque année, le MIT Technology Review publie trois listes annuelles :
- Innovators Under 35, innovateurs de moins de 35 ans (anciennement TR35 et TR100),
- 10 Breakthrough Technologies, 10 technologies de pointe,
- 50 Smartest Companies, 50 sociétés les plus innovantes.

### Innovators Under 35
MIT Technology Review est devenu bien connu pour ses innovateurs de moins de 35 ans annuels. En 1999, puis en 2002-2004, le MIT Technology Review a produit le TR100, une liste de « 100 innovateurs remarquables de moins de 35 ans ». En 2005, cette liste a été renommée TR35 et raccourcie à 35 personnes de moins de 35 ans. La liste fut renommée Innovators Under 35 en 2013.
Parmi les récipiendaires notables de ce prix figurent les cofondateurs de Google, Larry Page et Sergey Brin, le cofondateur de PayPal, Max Levchin, le créateur de Geekcorps, Ethan Zuckerman, le développeur Linux Linus Torvalds, le développeur BitTorrent Bram Cohen, le bioingénieur de MacArthur Jim Collins, l'investisseur Micah Siegel et le cofondateur de Netscape Marc Andreessen.
Il existe également plusieurs listes TR35 régionales produites par le MIT Technology Review, comme la liste des 35 premiers innovateurs de moins de 35 ans en Amérique latine, Espagne, France, Inde, Italie, Mexique et Turquie. Parmi les récipiendaires de ce prix en France figurent :
- Timothée Boitouzet : fondateur de l'entreprise Woodoo qui développe un nouveau type de bois translucide et ignifuge.
- Matthieu Claybrough : cofondateur de la startup Donecle qui conçoit des drones autonomes pour l'inspection des avions en phase de maintenance.
- Xavier Duportet : cofondateur de l'entreprise Eligo Bioscience qui développe des antibiotiques intelligents qui ciblent des bactéries spécifiques basées sur le code qu'ils portent dans leur génome.
- Marjolaine Grondin : cofondatrice de Jam, un chatbot destiné aux étudiants qui utilise l'intelligence artificielle pour répondre à leurs besoins.
- Hugo Mercier : cofondateur de Rythm qui développe le premier dispositif mettable et non-invasif conçu pour améliorer la qualité de sommeil par le son.
- Daniel Wiegan : cofondateur de la startup Lilium qui conçoit des avions capables de décoller verticalement et qui pourraient se convertir en taxis volants du futur.